# فهرست خانه‌موزه‌های ایران
این فهرست خانه‌موزه‌های ایران، به‌تفکیک استان و به‌ترتیب حروف الفبا است. یادآوری می‌شود که همهٔ خانه‌های فهرست‌شده، موزه نبوده و به‌روی همگان باز نیستند ولی همگی، خانه تاریخی و ثبت ملّی هستند.

## آذربایجان شرقی
- خانه اردوبادی موزه اسناد آذربایجان.
- خانه امیرنظام گروسی
- خانه بهنام دانشکده معماری.
- خانه پروین اعتصامی
- خانه تاجرباشی
- خانه حاج‌محمد آقاحبشی
- خانه حیدرزاده
- خانه ختایی (خانه هنرمندان تبریز)
- خانه ستارخان
- خانه سرخه‌ای
- خانه سلطان‌القرائی
- خانه سلماسی موزه سنجش.
- خانه شربت‌زاده موزه سفال.
- خانه فرزام
- خانه قدکی دانشکده معماری.
- خانه کلانتر
- خانه گنجه‌ای‌زاده دانشکده معماری.
- خانه مستشارالدوله
- خانه میرزاحسین واعظ
- خانه میرزامحمدحسین مجتهد
- خانه میرزامهدی‌خان فراش‌باشی
- خانه حاج رضا صادری ( خانه معبودی)
- خانه حاج ارفع الملک جلیلی
- خانه اسفندیاری واقع در کوچه صدر

## اصفهان
- خانه ارباب (خلیل)، کامو و چوگان، شهرستان کاشان
- خانه استادیان، آران و بیدگل
- خانه بهروز، اصفهان
- خانه روغن فروش، اصفهان
- خانه سهامی، کاشان
- خانه صفر علی باقر، روستای قهی، شهرستان اصفهان
- خانه عکاف شریف، اصفهان
- خانه فرج‌الله خان کیوان، اصفهان
- خانه تاریخی کاج، کاشان
- خانه تاریخی کاشانی، روستای علی‌آباد، شهرستان آران و بیدگل
- خانه کمباف، آران و بیدگل
- خانه ماردیرو سیان، اصفهان
- خانه مشروطه، اصفهان
- خانه تاریخی نوریان، نجف‌آباد

## تهران
- خانه حسام لشگر، تهران
- خانه موزه سیمین و جلال، شهرستان شمیرانات، تهران
- خانه کوچه هفت تن، تهران
- خانه تاریخی مبارک‌آباد، روستای مبارک‌آباد، شهرستان دماوند

## خراسان رضوی
- خانه ملک، مشهد
- خانه تاریخی هوشمند، مشهد

## خوزستان
- خانه تاریخی عباسیان، رامهرمز
- خانه ماپار، اهواز

## کهگیلویه و بویراحمد
- خانه تاریخی آقای عبدالمحمد خلیلی، روستای القچین سفلی، شهرستان کهگیلویه
- خانه تاریخی دهدشت، دهدشت

## یزد
- خانه آقازاده، ابرکوه